# IC 2166
IC 2166 је спирална галаксија у сазвјежђу Рис која се налази на листи објеката дубоког неба у Индекс каталогу.
Деклинација објекта је + 59° 4' 47" а ректасцензија 6h 26m 55,8s. Привидна величина (магнитуда) објекта IC 2166 износи 12,4 а фотографска магнитуда 13,2. Налази се на удаљености од 38,9 милиона парсека од Сунца. IC 2166 је још познат и под ознакама UGC 3463, MCG 10-10-1, CGCG 284-14, KARA 168, CGCG 285-1, PGC 19064.